# 7758 Поландерсон
7758 Поландерсон (7758 Poulanderson) — астероїд головного поясу, відкритий 21 травня 1990 року.
Тіссеранів параметр щодо Юпітера — 3,420.